# 厄瓜多爾航空120號班機空難
厄瓜多爾航空120號班機（TAE120，EQ120）是由厄瓜多爾基多經圖爾坎飛往哥倫比亞卡利的定期航班。2002年1月28日10時24分，執行該航班的一架波音727在厄瓜多爾與哥倫比亞邊境的昆巴爾火山墜毀，機上94人全部遇難。這是2002年1月以來在哥厄邊境發生的第二起空難。

## 事故經過
EQ120號班機於當地時間10時03分從基多機場17跑道起飛，10時15分與圖爾坎塔臺取得聯繫，隨即接到進近指示。但在下降過程中，飛機的實際速度高於230節，而進近程序要求的速度為180節。在下降過程中，飛機撞上昆巴爾火山並在海拔14700英尺處墜毀，機上94人無一生還。飛機殘骸於當地時間1月29日被尋獲。

## 失事班機情況
EQ120號班機由基多蘇克雷元帥國際機場起飛，預計經停圖爾坎路易斯·曼蒂利亞中校國際機場，最終目的地是位於哥倫比亞帕爾米拉的阿方索·邦尼拉·阿拉貢機場。機上載有85名乘客（其中7名兒童）和9名機組人員，而乘客人數曾一度被誤報為83人。
事故中墜毀的客機是一架1967年製造的波音727-134型，最初交付給瑞典環航，編號為SE-DDB，於1981年瑞典環航倒閉後售予菲律賓航空並編為RP-C1241，1984年7月售予厄瓜多爾航空，直至2002年發生空難墜毀。